# Narcissus rupicola subsp. marvieri
Narcissus rupicola subsp. marvieri es una subespecie de planta de la familia de las amarilidáceas. Es originaria del Norte de África en Marruecos.

## Descripción
Es una planta bulbosa con las flores de color amarillo con una corona más amplia. Se encuentra en Marruecos.

## Taxonomía
Narcissus rupicola subsp. marvieri fue descrita por (Jahand. & Maire) Maire & Weiller y publicado en Flore de l'Afrique du Nord 6: 60, en el año 1959.
Etimología
Narcissus nombre genérico que hace referencia  del joven narcisista de la mitología griega Νάρκισσος (Narkissos) hijo del dios río Cephissus y de la ninfa Leiriope; que se distinguía por su belleza. 
El nombre deriva de la palabra griega: ναρκὰο, narkào (= narcótico) y se refiere al olor penetrante y embriagante de las flores de algunas especies (algunos sostienen que la palabra deriva de la palabra persa نرگس y que se pronuncia Nargis, que indica que esta planta es embriagadora). 
rupicola: epíteto latino que significa "con hábitat en las rocas".
Sinonimia
- Narcissus marvieri Jahand. & Maire, Bull. Soc. Hist. Nat. Afrique N. 16: 70 (1925).
- Narcissus rupicola var. marvieri (Jahand. & Maire) Maire, Bull. Soc. Hist. Nat. Afrique N. 29: 452 (1938)[4]